# Bulbophyllum nigericum
Espèce
Statut de conservation UICN

 VU A2c; B2ab(iii) : Vulnérable
Bulbophyllum nigericum Summerh. est une espèce d'orchidées du genre Bulbophyllum, assez rare, présente au Cameroun et au Nigeria.